# Gyalophylax hellmayri
Gyalophylax hellmayri là một loài chim trong họ Furnariidae.